# 元行欽
元 行欽（げん こうきん、? - 926年）は、五代十国時代の武人。後唐の李嗣源の仮子、また荘宗李存勗の仮子となって、李紹栄を名乗った。

## 生涯
幽州の人。初め、桀燕の皇帝劉守光に従い、副将となった。天祐6年（909年）、劉守光の兄の劉守文を自ら捕らえた。天祐10年（913年）、李存勗軍との戦いで李嗣源と対決し、7度矢を射かけられたが、李嗣源に傷も一つ入れた。元行欽は力尽きて投降したが、李嗣源はその強い意志を感じ、仮子とした。その後、元行欽は李嗣源に従って軍功を重ねた。しかし天祐12年（915年）、李存勗は仮兄弟らの軍で武功の優れた者を求め、李嗣源はやむなく要求により元行欽を遣じた。
その後、元行欽は李存勗の仮子となり、李紹栄と改名した。李存勗は武芸に優れ、格闘を大いに好み、常に敵軍と直接対戦した。天祐16年（919年）、李存勗は単独行動をとって後梁の軍士との戦闘に敗れ、李紹栄に救援された。李存勗は「富貴は君と共に楽しもう」と感謝をした。
李存勗が後唐の皇帝（荘宗）として即位すると、同平章事に任じられた。同光3年（925年）、李紹栄は妻と死別したので、荘宗は李紹栄のため美女を求めさせた。その頃、荘宗の妃嬪の一人が男子を産んで、皇后劉氏に嫉妬された。皇后はみなの前で荘宗に口添えして、その妃嬪が李紹栄に妻として与えられた。
しばらくすると、荘宗は酒色に溺れて政務を顧みなくなった。各地で反乱が大規模に発展し、同光4年（926年）にはその鎮圧に向かわせた李嗣源が逆に皇帝に擁立された。荘宗は仮子の李従璟（李従審、李嗣源の実子）を李嗣源に差し向けようとしたが、李紹栄は諫止した。李従璟は処刑された。
李嗣源（明宗）が荘宗に取って代わると、李紹栄は逃亡を企てたがその途上の平陸で逮捕された。明宗が「私に何の落ち度があって、お前は我が子を殺したのか」と責め罵ると、李紹栄は「先帝は何の落ち度がお前にあったのか」と応じた。李紹栄は処刑された。

## 伝記資料
- 『新五代史』
- 『旧五代史』
- 『資治通鑑』